# Abenteuer in zwei Erdteilen
Abenteuer in zwei Erdteilen (Originaltitel: King of the Jungle) ist ein US-amerikanischer Abenteuerfilm aus dem Jahr 1933 nach einer Geschichte von Charles Thurley Stoneham mit Buster Crabbe in der Hauptrolle. Die Uraufführung fand am 10. März 1933 in den USA statt. Am 19. Januar 1934 folgte die deutsche Premiere.

## Handlung
In Mombasa wird der dreijährige Marvin von seinen Eltern auf die Löwenjagd mitgenommen. Als seine Eltern während der Safari tödlich verunglücken, wird der Junge von einem Löwenrudel aufgenommen und großgezogen. Bei dem Versuch, sich Nahrung zu beschaffen, werden das Löwenrudel und der mittlerweile erwachsene Dschungelmann von einem Rinderzüchter und seinen Arbeitern gefangen. Durch den Geschäftsmann Forbes werden die Tiere und der Dschungelmann noch in Afrika an den Zirkusbesitzer Corey verkauft, der dem Gefangenem auch den Namen Kaspa gibt.
Als sein Käfig bei der Ankunft im Hafen Los Angeles von einem Zollbeamten geöffnet wird, gelingt Kaspa die Flucht. Die Polizei kann Kaspa schließlich im Haus von Sue stellen. Da Kaspa zu Sues Freundin, der Erzieherin Ann, Vertrauen gefasst hat und sich nur durch sie beruhigen lässt, begleiten die beiden jungen Frauen Kaspa zum Zirkus.
Im Zirkus erkennt Kaspa sein Rudel, steigt zu den gefangenen Löwen in die Manege und spielt mit den Raubkatzen. Der beeindruckte Corey bittet Ann, den Zirkus für ein Jahr zu begleiten und Kaspa zivilisierte Umgangsformen beizubringen.
Während der Tournee quält einer der Tierpfleger die Löwen, nach einem Angriff muss ihm ein Unterarm amputiert werden. Nachdem Corey erneut Löwen erworben hat, berichtet Kaspa Ann von seinem Plan, die Löwen zurück nach Afrika zu bringen, ebenso gesteht er Ann seine Liebe. Diese überzeugt ihn, den Zirkus gegen den Willen Coreys nach der Rückkehr in Los Angeles zu verlassen. Als der verstümmelte Wärter aus Rache über den Verlust seines Unterarms den Löwen vergiftetes Fleisch gibt, wird er von Corey während einer Vorführung gestellt. Bei der Festnahme des Wärters entsteht, zunächst unbemerkt, ein Brand. Als sich das Feuer auf das Zirkuszelt ausbreitet, kommt es zu einer Panik unter den Besuchern. Die entkommenden Tiere richten in der Stadt erheblichen Schaden an. Kaspa rettet sein Löwenrudel aus den von den Flammen eingeschlossenen Käfigen. Nachdem einer der Löwen Ann vor dem Angriff eines Tigers gerettet hat, bringt das glückliche Paar die Tiere zurück nach Afrika.

## Rezeption
Der Filmdienst lobt die „..solide Kameraarbeit und ansprechenden Spannungszenen“, ist aber über die „naive Erzählhaltung“ amüsiert.

## Alternativtitel
Der Film wurde in Deutschland auch unter folgenden Alternativtiteln veröffentlicht:
- König des Dschungels
- Kaspa, der Löwenmann
- Tarzan der Löwenmann (King of the Jungle)
- Aufruhr um einen Mann